# Mr. Woodcock
Mr. Woodcock är en amerikansk långfilm från 2007 i regi av Craig Gillespie, med Billy Bob Thornton, Seann William Scott, Susan Sarandon och Amy Poehler i rollerna.

## Handling
Efter att ha återvänt till sitt barndomshem för sin mammas stundande bröllop är John Farley bestämd att stoppa detta bröllop. Mannen hon tänker gifta sig med är nämligen den oerhört grymme idrottsläraren Mr. Woodcock som verkar endast ha djävulskap för ungdomarna som är på lektion i hans gymhall. Han är minst sagt gemen och gör alla ungas liv till rena rama helveten.

## Rollista
| Billy Bob Thornton  | – Jasper Woodcock     |
| Seann William Scott | – John Farley         |
| Susan Sarandon      | – Beverly Farley      |
| Amy Poehler         | – Maggie              |
| Melissa Sagemiller  | – Tracy               |
| Ethan Suplee        | – Nedderman           |
| Bill Macy           | – Mr. Woodcocks pappa |
| Tyra Banks          | – Sig själv           |
| Alec George         | – Nedderman som ung   |
| Kyley Baldridge     | – Farley som ung      |
| Melissa Leo         | – Sally Jansen        |
| Jennifer Aspen      | – Cindy               |
| Allisyn Ashley Arm  | – Scouttjej           |
| M.C. Gainey         | – Hal, frisören       |